# Joe Martinelli
Joe Martinelli (ur. 1 stycznia 1916, zm. 20 lipca 1991) – amerykański piłkarz, reprezentant kraju.

## Kariera klubowa
Podczas kariery piłkarskiej występował w klubach Pawtucket Rangers, New York Americans, St. Louis Shamrocks, Brooklyn Celtic, Uhrik Truckers, Brooklyn Wanderers i Kearny Scots.

## Kariera reprezentacyjna
W 1934 został powołany na MŚ 1934. Nie wystąpił w spotkaniu z reprezentacją Włoch przegranym aż 1:7. Po raz ostatni w reprezentacji wystąpił w 1937.